# Palmanova
Palmanova (furlansko Palme) je občina v nekdanji Pokrajini Videm v avtonomni deželi Furlaniji - Julijski krajini. Občina ima 5.319 prebivalcev. 

## Naselja
- Ialmicco / Jalmic
- Sottoselva / Sotselve (Sosselve)